# Muchinje/Mabele
Pour les articles homonymes, voir Mabele.
Muchinje/Mabele est une ville du Botswana.